# Gourg de Rabas

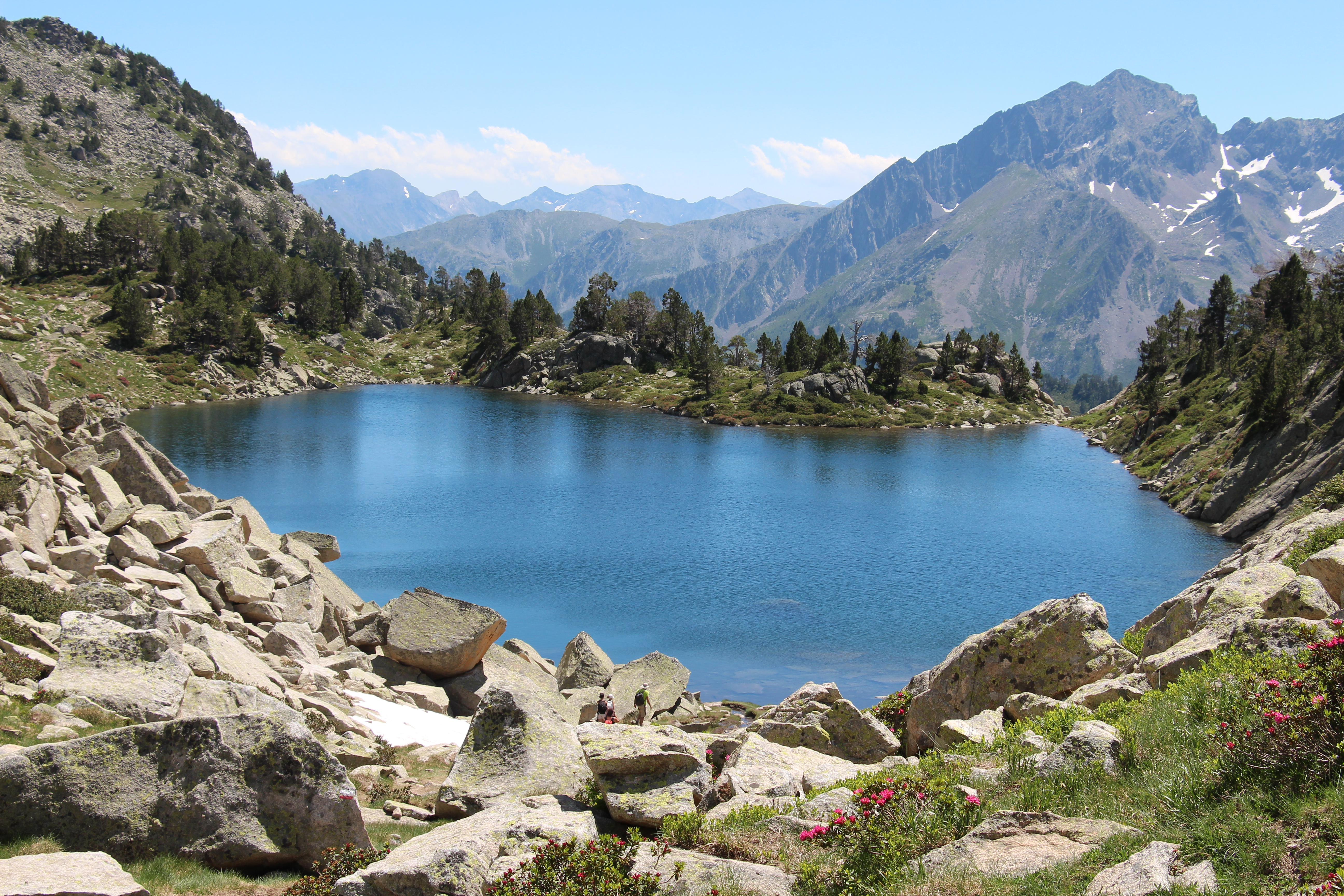
Vue sur le Pic Bugatet

Le Gourg de Rabas ou Gourguet de Madaméte est un lac pyrénéen français situé administrativement dans la commune de Vielle-Aure dans le département des Hautes-Pyrénées en région  Occitanie.
Le lac a une superficie de 1,4 ha pour une altitude de 2 397 m.

## Toponymie
En occitan gourg, gorga a le sens de « lac profond ».

## Géographie
C'est un lac situé dans le massif du Neouvielle.

### Topographie
| Pic dets Coubous (2 647 m)    | Pic de Madamète (2 657 m) |                       |
| Hourquette d'Aubert (2 498 m) | lac de Gourg de Rabas     | Pic d’Aumar (2 578 m) |
|                               | Lac d'Aubert Lac d'Aumar  |                       |

## Protection environnementale
Le lac fait partie d'une zone naturelle protégée, classée ZNIEFF de type 1 : Réserve du Néouvielle et vallons de Port-Bielh et du Bastan.

## Voies d'accès
Le Gourg de Rabas est accessible par le GR10, au-dessus du lac d'Aubert.